# Osobitá (geomorfologická část)
Osobitá je geomorfologická část Západních Tater.

## Vymezení
Nachází se v nejsevernější části Západních Tater a dominuje mu rozsáhlý masiv stejnojmenného vrchu (1687 m n. m.). Roháčská a Látaná dolina s lučními sedlem oddělují Osobitou od jižně ležících Roháčů, na západě a severu navazuje Zuberská brázda, patřící do Podtatranské brázdy. Východní okraj vymezuje hranice a polská část Západních Tater. 

## Vrcholy
- Osobitá (1687 m n. m.)
- Bobrovec (1658 m n. m.)
- Javorina (1581 m n. m.)
- Roh (1573 m n. m.)
- Kasne (1541 m n. m.)
- Veľká Furkaska (1489 m n. m.)

## Významné sedla
- Lúčné sedlo
- Príslop
- Bobrovecké sedlo
- Sedlo pod Osobitou

## Ochrana přírody

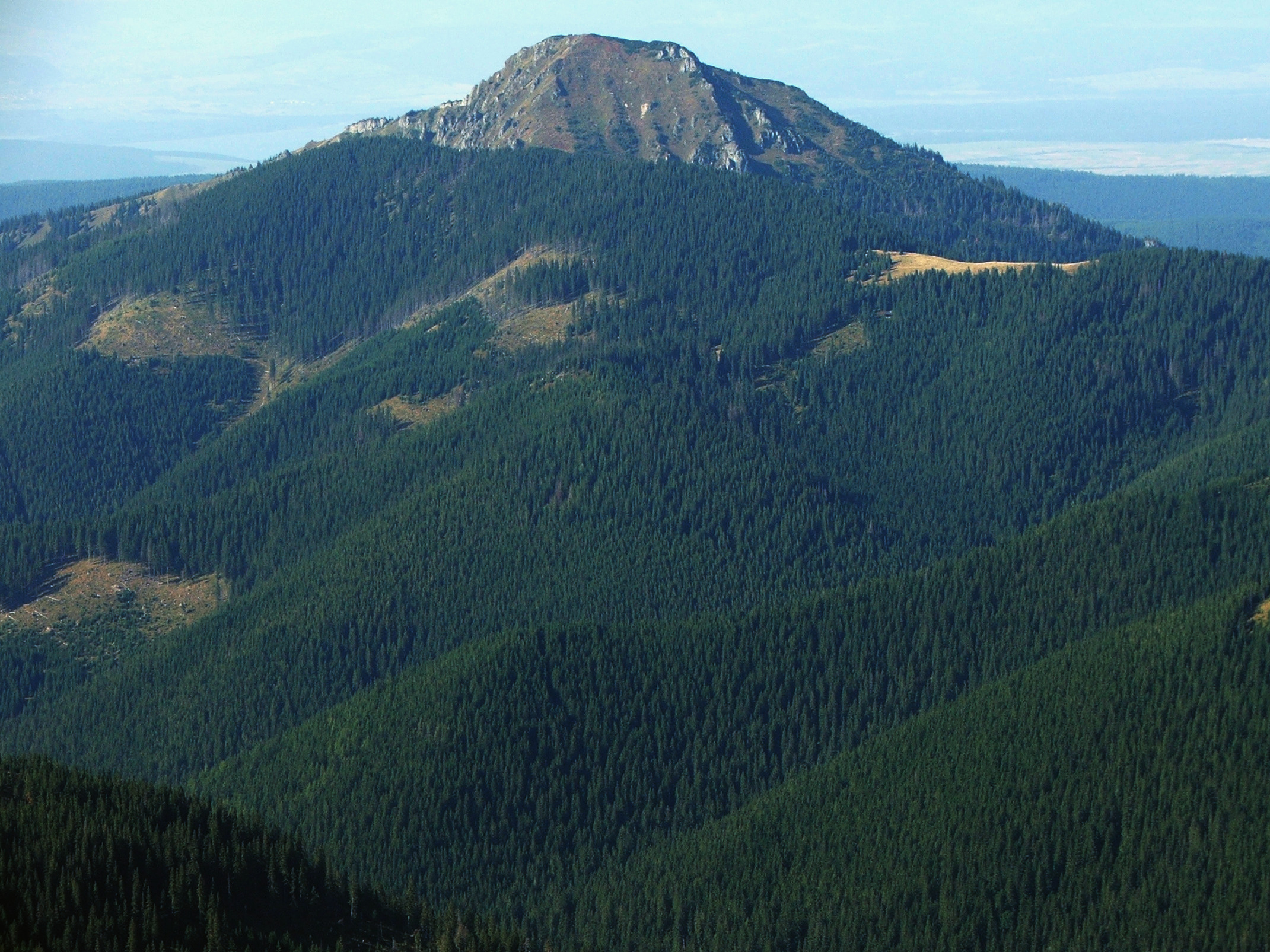
Vrchol Osobitá

Celá Osobitá je součástí Tatranského národního parku, z maloplošných chráněných území se zde nachází národní přírodní rezervace Osobitá, Kotlový žlab a Juráňova dolina, jakož i přírodní rezervace Mačie diery. 

## Turistika
Tato část Tater je jakoby ve stínu sousedních Roháčů, přesto nabízí atraktivní místa na turistiku. Značené stezky vedou zejména dolinami, přičemž výchozími lokalitami jsou oblíbená střediska Oravice a Zverovka s komplexním zázemím pro turisty. Mezi nejatraktivnější lokality patří Juráňova dolina.